# Mănăstioara (Siret), Suceava
Mănăstioara (în germană Sankt Onufry) este o localitate componentă a orașului Siret din județul Suceava, Bucovina, România.

## Așezare geografică
Satul Mănăstioara este situat la o distanță de 3 km de centrul orașului Siret, pe înșeuarea dintre dealul Ciuhei și dealul Târgului, oferind o climă mai adăpostită și apropiere de sursele de apă.

## Obiective turistice
- Biserica „Sfântul Onufrie” - ctitorie din 1673 a domnitorului Ștefan Petriceicu.
- Biserica de lemn „Sfântul Dumitru”-Sbierenilor - construită în jurul anului 1730 de Ioan Sbiera.
- Mormântul ziaristului și scriitorului Mihai Teliman (1863-1902) - monument situat în cimitirul bisericii de lemn.

## Personalități
- Victorin Ursache (1912-2001) - cleric ortodox român, care a avut demnitatea de arhiepiscop ortodox al românilor din SUA și Canada (1966-2001)

## Recensământul din 1930
Componența etnică a satului Mănăstioara (Siret)
     Români (75,15%)
     Germani (22,35%)
     Evrei (0,6%)
     Ruteni (1,75%)
     Polonezi (0,15%)
Componența confesională a satului Mănăstioara (Siret)
     Ortodocși (75,2%)
     Romano-catolici (20,6%)
     Mozaici (0,6%)
     Evanghelici\Luterani (1,9%)
     Greco-catolici (1,7%)
Conform recensământului efectuat în 1930, populația satului Mănăstioara (Siret) se ridica la 1725 locuitori. Majoritatea locuitorilor erau români (75,15%), cu o minoritate de germani (22,35%), una de evrei (0,6%), una de ruteni (1,75%) și una de polonezi (0,15%). Din punct de vedere confesional, majoritatea locuitorilor erau ortodocși (75,2%), dar existau și romano-catolici (20,6%), mozaici (0,6%), evanghelici\luterani (1,9%) și greco-catolici (1,7%).